# William Henry Meadowcroft

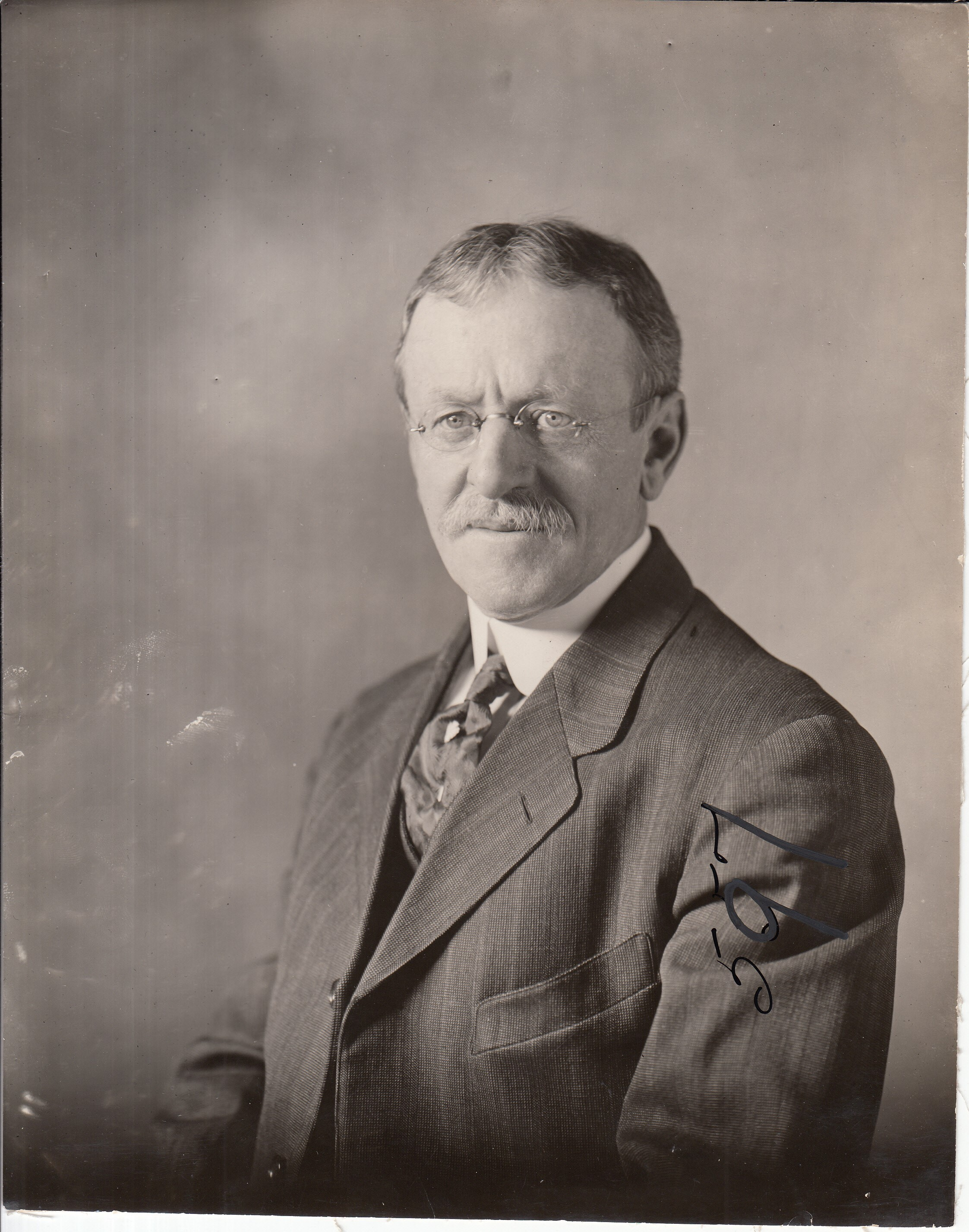
William Henry Meadowcroft

William Henry Meadowcroft (* 29. Mai 1853 in Manchester; † 15. Oktober 1937 in Boonton, New Jersey) war langjähriger Sekretär von Thomas Alva Edison und Autor mehrerer Bücher.

## Leben und Wirken
William Henry Meadowcroft erhielt seine Ausbildung an einer Grammar School und besuchte anschließend die High School. 1875 immigrierte er in die Vereinigten Staaten. Dort war Meadowcroft bei der Kanzlei Carter & Eaton als Anwaltsgehilfe beschäftigt. Am 11. Dezember 1878 heiratete er Phoebe Canfield, mit der er zwei Söhne hatte. 1881 erhielt Meadowcroft seine Zulassung zur New Yorker Anwaltskammer New York State Bar Association.
Als Sherborne B. Eaton, einer der Senior Partner von Carter & Eaton zum Vizepräsidenten der neu gegründeten Firma Edison Electric Light Company wurde, begann Meadowcrofts Zusammenarbeit mit Thomas Alva Edison, die erst mit Edisons Tod endete. 1910 wurde er als Nachfolger von Harry Frederick Miller Edisons persönlicher Sekretär.
Meadowcroft verfasste mit The ABC of Electricity eine Einführung in die Elektrizitätslehre, die zahlreiche Neuausgaben erfuhr. Edison urteilte über Meadowcrofts The ABC of Electricity:

„DEAR SIR :— 
I have read the MS. of your "A B C of Electricity" and find that the statements you have made therein are correct. Your treatment of the subject, and arrangement of the matter, have impressed me favorably.
Yours truly, THOS. A. EDISON.“

Meadowcrofts The Boy's Life of Edison ist eine Lebensdarstellung Edisons, die sich speziell an eine jugendliches Leserschaft richtete.

## Schriften (Auswahl)
- The ABC of Electricity. 1. Auflage, Frank F. Lovell & Co., New York 1888 (Digitalisat).
- The ABC of the X rays. American Technical Book Co., New York 1896 (Digitalisat).
- The Boy’s Life of Edison. 1. Auflage, Harper & Bros., New York/London 1911 (Digitalisat).

## Nachweise